# 타기실몰유나마애니
《타개실몰유나마애니》(중국어 간체자: 他其实没有那么爱你, 정체자: 他其實沒有那麼愛你, 병음: Tā qí shí méi yǒu nà me ài nǐ 타치스메이유나머아이니[*])는 2020년 방송되었던 중국의 드라마이다.

## 소개
- 30대 여성 네 명이 인생이 가장 아름답고 섹시하다고 생각하는 나이에 가장 화려하고 가장 편리하다고 생각하는 도시 상하이시에서 자신의 성장을 계속 모색하며 사랑과 우정, 자아와 독립을 추구하는 이야기

## 등장 인물
- 빅토리아 - 손예하 역
- 정카이 - 우천 역
- 설리나 제이드 - 카렌 역
- 장자닝 - 정정 역
- 리춘 (李纯) - 임염 역
- 양유닝 - 진남 역
- 왕야오칭 - 육호 역
- 한퉁성 - 정오양 역
- 황정 (黄征) - 왕마가 역
- 왕리신 (王栎鑫) - 양사예 역
- 스안 (是安) - 이우정 역
- 장하오웨이 - 샘 역